# Echinopsis oxygona
Echinopsis oxygona ist eine Pflanzenart aus der Gattung Echinopsis in der Familie der Kakteengewächse (Cactaceae). Das Artepitheton oxygona leitet sich von den griechischen Worten oxys für ‚scharf‘ sowie gonia für ‚Kante‘ ab und verweist auf die Rippen der Art.

## Beschreibung
Echinopsis oxygona wächst meist gruppenbildend, mit niedergedrückt kugelförmigen bis kugelförmigen, grasgrünen Trieben, die einen Durchmesser von 5 bis 25 Zentimeter erreichen. Es sind 8 bis 14, gerundete, manchmal gehöckerte Rippen vorhanden. Die darauf befindlichen, etwas eingesenkten Areolen sind weiß. Aus ihnen entspringen hornfarbene, ausgebreitete Dornen die an ihrer Spitze etwas dunkler sind. Die ein bis fünf dicken, nadelförmigen  Mitteldornen, die gelegentlich auch fehlen können, sind bis zu 3 Zentimeter lang. Die etwas nadeligen 3 bis 15 Randdornen werden bis zu 2,5 Zentimeter lang.
Die lang trichterförmigen, duftenden, hellrosa- bis lavendelfarbenen Blüten öffnen sich in der Nacht. Sie werden bis zu 22 Zentimeter lang. Die grünen Früchte sind bis zu 4 Zentimeter lang und weisen einen Durchmesser von 2 Zentimeter auf.

## Verbreitung, Systematik und Gefährdung
Echinopsis oxygona ist in Brasilien, im Nordosten Argentiniens, Uruguay und Paraguay in tiefen Lagen bis 1000 Metern verbreitet.
Die Erstbeschreibung als Echinocactus oxygonus  erfolgte 1830 durch Heinrich Friedrich Link. Joseph Gerhard Zuccarini stellte die Art 1845 in die Gattung Echinopsis. Weitere nomenklatorische Synonyme sind Cereus oxygonus (Link) Otto (1833) und Echinonyctanthus oxygonus (Otto) Lem. (1839).
In der Roten Liste gefährdeter Arten der IUCN wird die Art als „Least Concern (LC)“, d. h. als nicht gefährdet geführt.

## Nachweise